# Weiße Annalen (Gendün Chöphel)
| Tibetische Bezeichnung                              |
| --------------------------------------------------- |
| Tibetische Schrift: དེབ་ཐེར་དཀར་པོ                     |
| Wylie-Transliteration: deb ther dkar po             |
| Aussprache in IPA: [tʰèpteː káːpo]                  |
| Offizielle Transkription der VRCh: Têbdêr Garbo     |
| THDL-Transkription: Depter Karpo                    |
| Andere Schreibweisen: Debther Karpo, Thepther Karpo |
| Chinesische Bezeichnung                             |
| Traditionell: 《白史》                              |
| Vereinfacht: 《白史》                               |
| Pinyin:Bái shǐ                                      |

Die Weißen Annalen sind eine Geschichte der tibetischen Monarchie und wahrscheinlich das erste Werk der tibetischen Geschichtsschreibung, das die Manuskriptfunde in Dunhuang berücksichtigt.
Die Weißen Annalen decken den Zeitraum von circa 600 u. Z. bis circa 900 u. Z. ab.

## Entstehung
Der Autor der Weißen Annalen ist der Mönch Gendün Chöphel (tib.: dge 'dun chos 'phel) aus Rêbgong in Qinghai. Er hatte dem sowjetischen Tibetologen Ju. N. Rjorich bei der Übersetzung der Blauen Annalen ins Englische geholfen und der französische Tibetologe Jacques Bacot hatte ihm Zugang zu den Manuskripten aus Dunhuang ermöglicht.

## Ausgaben
- དགེ་འདུན་ཆོས་འཕེལ: བོད་ཆེན་པོའི་སྲིད་ལུགས་དང་འབྲེལ་བའི་རྒྱལ་རབས་དེབ་ཐེར་དཀར་པོ་ཞེས་བྱ་བ་བཞུགས (Beijing, མི་རིགས་དཔེ་སྐྲུན་ཁང / Mínzú chūbǎnshè 民族出版社 2004), ISBN 7-105-04278-8.
- དགེ་འདུན་ཆོས་འཕེལ: བོད་ཆེན་པོའི་སྲིད་ལུགས་དང་འབྲེལ་བའི་རྒྱལ་རབས་དེབ་ཐེར་དཀར་པོ (Darjeeling, རང་དབང་པར་ཁང 1964).
- དགེ་འདུན་ཆོས་འཕེལ: བོད་ཆེན་པོའི་སྲིད་ལུགས་དང་འབྲེལ་བའི་རྒྱལ་རབས་དེབ་ཐེར་དཀར་པོ (Dharamsala, བོད་གཞུང་ཤེས་རིག་པར་ཁང 1978).

## Übersetzungen
- Samten Norboo [བསམ་གཏན་ནོར་བུ] (Übers.): The White Annals (Dharamsala, Library of Tibetan Works and Archives 1978).
- Gésāng Qǔpī 格桑曲批 (Übers.): Bái shǐ 白史. In: Gèngdūn Qúnpéi wénjí jīngyào 更敦群培文集精要 (Beijing, Zhōngguó Zàngxué chūbǎnshè 中国藏学出版社 1996), ISBN 7-80057-293-5.

## Sekundärliteratur
- Hugh Richardson: Gedun Chophel’s ‘Unfinished’ The White Annals (Deb-ther dkar-po). In: Tibetan Review, Oktober 1978, S. 19–22.
- Heather Stoddard: Le mendiant de l’Amdo (Paris, Societe d’Ethnographie 1985).
- ཧོར་ཁང་བསོད་ནམས་དཔལ་འབར: མཁས་མཆོག་དགེ་འདུན་ཆོས་འཕེལ་གྱི་རྟོགས་པ་བརྗོད་པ་དག་པའི་སྣང་བ. In: བོད་རིག་པའི་གྲོས་མོལ་ཚོགས་འདུའི་ཆེད་རྩོམ་གཅེས་བསྡུས (Lhasa, བོད་ལྗོངས་མི་དམངས་དཔེ་སྐྲུན་ཁང / Xīzàng rénmín chūbǎnshè 西藏人民出版社 1987), S. 379–428.
- Dù Yǒngbīn 杜永彬: Èrshí shìjì Xīzàng qísēng rénwénzhǔyì xiānqū Gèngdūn Qúnpéi dàshī píng-zhuàn 二十世纪西藏奇僧•人文主义先驱更敦群培大师评传 (Beijing, Zhōngguó Zàngxué chūbǎnshè 中国藏学出版社 2000), ISBN 7-80057-408-3.
- Jírì Gālā 吉日嘎拉: Shì lùn “Shíshàn fǎmén bái shǐ” 试论《十善法门白史》. In: Nèi Měnggǔ dàxué xuébào 《内蒙古大学学报》2000.2.